# たそがれに愛をこめて
たそがれに愛をこめて（たそがれにあいをこめて）は日本のテレビドラマ。

## 1970年版
1970年11月9日から12月28日まで、NET「ポーラ名作劇場」にて放送。全8回。原作として曽野綾子『二十一歳の父』がクレジットされている。
恵まれた家庭に育った大学生が、家族の反対を押し切り、全盲の女性との愛を貫く人生を主軸とし、親子の断絶、虚飾の家庭生活と崩れようとする二人の生活など様々な模様を交錯させながら苦悩するその姿を描いた。なお、原作では主人公を60年安保の世相をバックにした21歳の大学生としていたが、ドラマでは70年安保後の時代の25歳の大学生に脚色している。

### キャスト
- 酒匂基次：石坂浩二
- 酒匂好子：大谷直子
- 酒匂彰（基次の父）：山村聡
- 酒匂延子（基次の母）：乙羽信子
- 酒匂市郎（基次の兄）：川辺久造
- 酒匂増子（市郎の妻）：北林早苗
- 広辻：フランキー堺
- キミ子：悠木千帆
- 洋一：岡田裕介
- 小川ひろみ
- 石立鉄男
- 千波夫人：高峰三枝子 ※第3話から出演

### スタッフ
- 原作：曽野綾子「二十一歳の父」
- 脚本：山田信夫、宮内婦貴子
- 演出：田中利一

| NET ポーラ名作劇場             | NET ポーラ名作劇場                              | NET ポーラ名作劇場            |
| 前番組                         | 番組名                                          | 次番組                        |
| ------------------------------ | ----------------------------------------------- | ----------------------------- |
| 湖笛 （1970.8.24 - 1970.11.2） | たそがれに愛をこめて （1970.11.9 - 1970.12.28） | 蝶と山女魚の物語 （1971.1.4） |

## 1990年版
「たそがれに愛をこめて -心臓外科医と死刑囚-」のタイトルで、1990年10月2日に日本テレビ「火曜サスペンス劇場」の10周年記念特別企画として、30分拡大して放送された。前述の「ポーラ名作劇場」版を土台に製作されたが、原作には曽野ではなく、脚本を担当した山田信夫（本作でも担当）がクレジットされている。

### キャスト
- 野上英介：中村雅俊
- 竹中公平：柄本明
- 野上美子：木内みどり
- 市村史郎：西田健
- 谷口文子：日下由美
- 裁判長：梅野泰靖
- 柳田教授：鈴木瑞穂
- 権堂キヌ：斉藤美和
- 権堂三吉：火野正平
- 竹井みどり
- 風祭ゆき

### スタッフ
- 企画：小坂敬
- プロデューサー：長富忠裕、石川好弘
- 原作・脚本：山田信夫
- 音楽：佐藤允彦
- 監督：斎藤光正
- 制作：Eiho
- 製作・著作：日本テレビ
- テーマ曲：竹内まりや「告白」